# Cukasa Hosaka
Cukasa Hosaka (3. března 1937 – 21. ledna 2018) byl japonský fotbalista.

## Reprezentace
Cukasa Hosaka odehrál 19 reprezentačních utkání. S japonskou reprezentací se zúčastnil letních olympijských her 1964.

## Statistiky
| Japonsko | Japonsko | Japonsko |
| Roky     | Záp.     | Góly     |
| -------- | -------- | -------- |
| 1960     | 1        | 0        |
| 1961     | 6        | 0        |
| 1962     | 6        | 0        |
| 1963     | 5        | 0        |
| 1964     | 1        | 0        |
| Celkem   | 19       | 0        |